# Сілвер-Крік (округ Райт, Міннесота)
Сілвер-Крік (англ. Silver Creek) — переписна місцевість (CDP) в США, в окрузі Райт штату Міннесота. Населення — 254 особи (2020).

## Географія
Сілвер-Крік розташований за координатами 45°18′31″ пн. ш. 93°59′18″ зх. д. / 45.30861° пн. ш. 93.98833° зх. д. (45.308704, -93.988439).  За даними Бюро перепису населення США в 2010 році переписна місцевість мала площу 4,31 км², з яких 3,86 км² — суходіл та 0,44 км² — водойми.

## Демографія
Згідно з переписом 2010 року, у переписній місцевості мешкало 256 осіб у 92 домогосподарствах у складі 73 родин. Густота населення становила 59 осіб/км².  Було 105 помешкань (24/км²).
Расовий склад населення:
| - 99,6 % — білих - 0,4 % — корінних американців |

До двох чи більше рас належало 0,0 %. Частка іспаномовних становила 0,8 % від усіх жителів.
За віковим діапазоном населення розподілялося таким чином: 27,3 % — особи молодші 18 років, 60,6 % — особи у віці 18—64 років, 12,1 % — особи у віці 65 років та старші. Медіана віку мешканця становила 43,0 року. На 100 осіб жіночої статі у переписній місцевості припадало 98,4 чоловіків;  на 100 жінок у віці від 18 років та старших — 102,2 чоловіків також старших 18 років.
Середній дохід на одне домашнє господарство  становив 88 592 долари США (медіана — 55 227), а середній дохід на одну сім'ю — 94 990 доларів (медіана — 55 909). За межею бідності перебувало 8,6 % осіб, у тому числі 22,5 % дітей у віці до 18 років та 0,0 % осіб у віці 65 років та старших.
Цивільне працевлаштоване населення становило 134 особи. Основні галузі зайнятості: роздрібна торгівля — 23,1 %, освіта, охорона здоров'я та соціальна допомога — 15,7 %, виробництво — 12,7 %.